# Ringburg

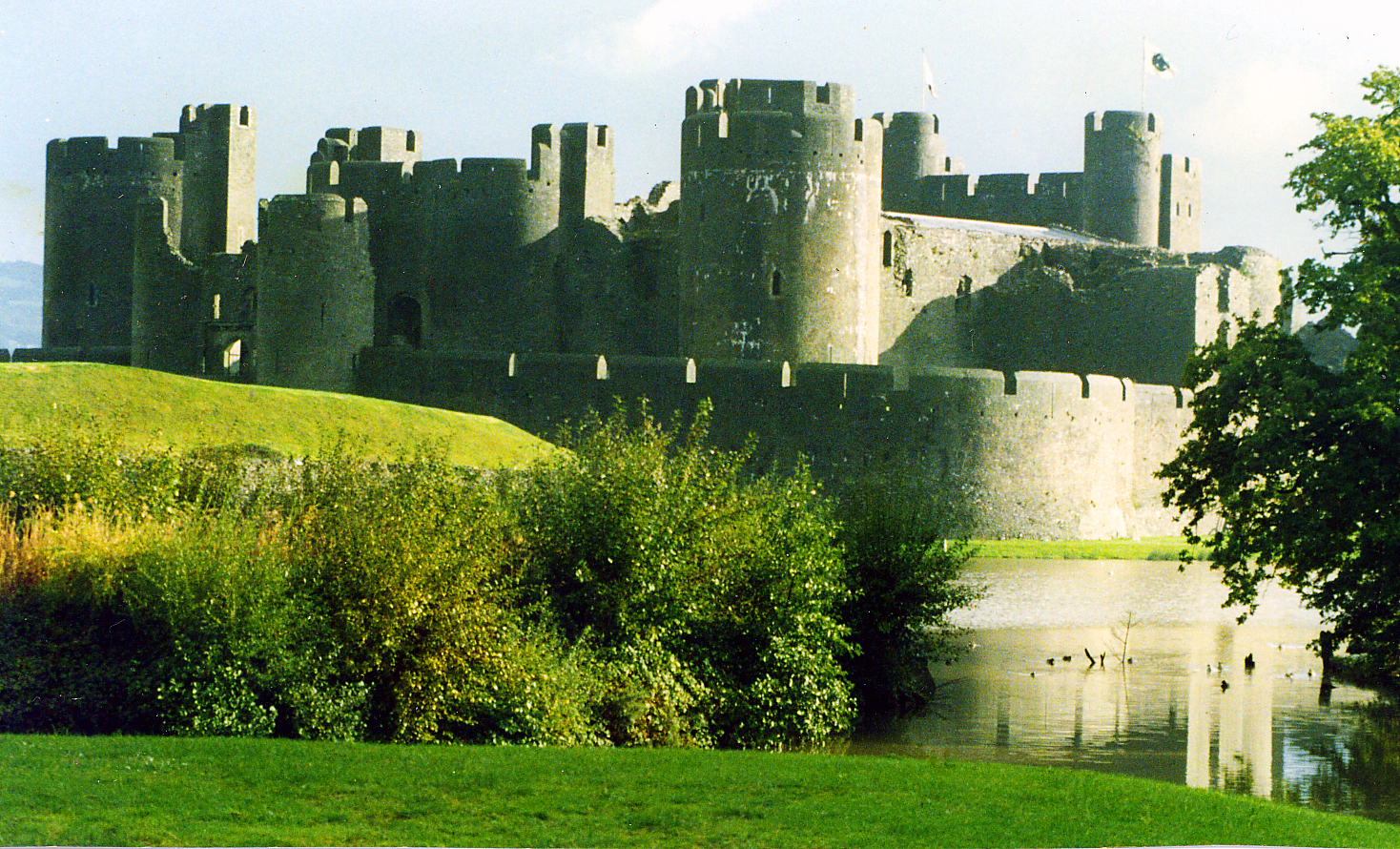
Die walisische Burg Caerphilly Castle ist eine typische Ringburg

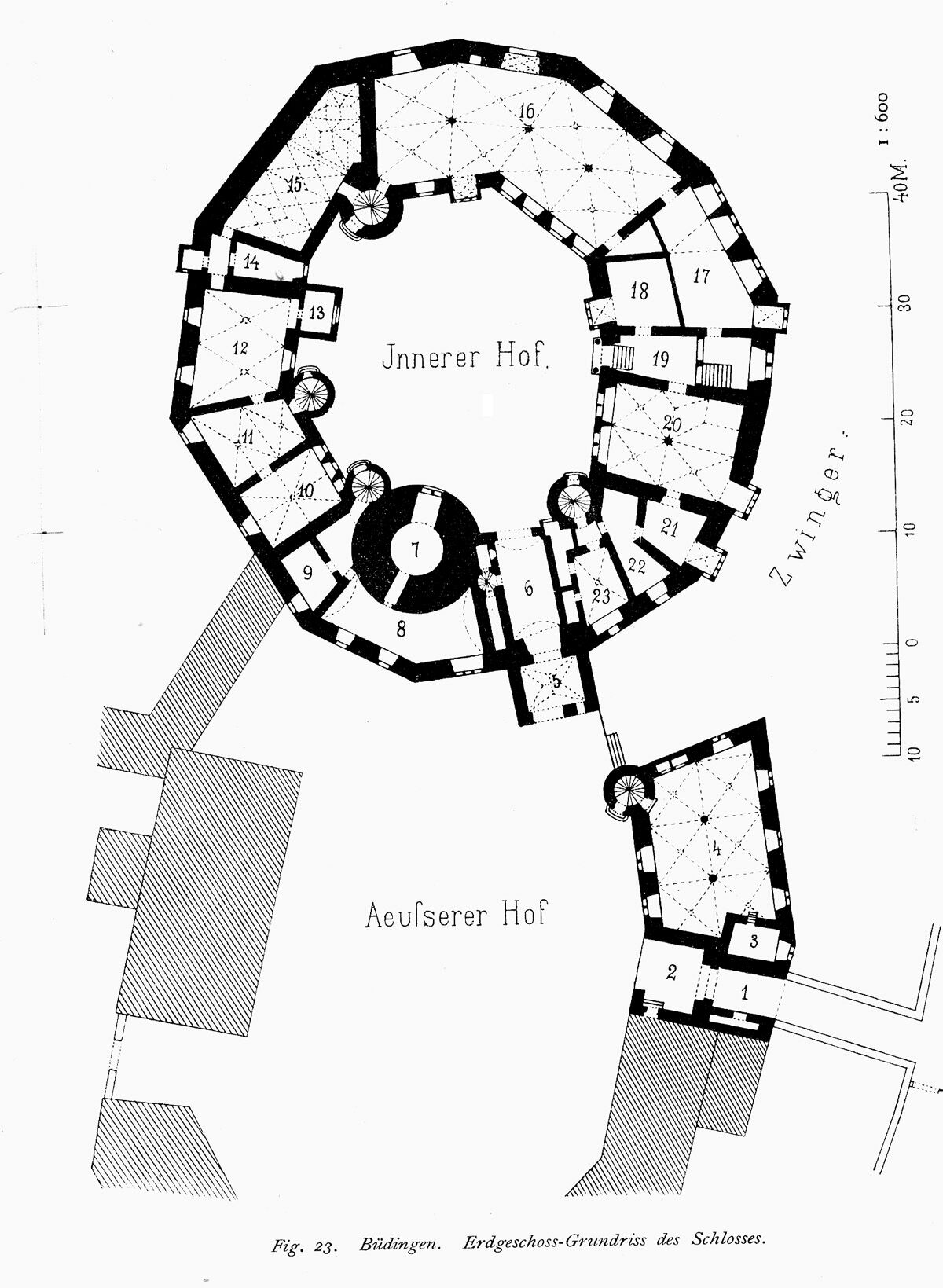
Grundriss der Burg Büdingen

Eine Ringburg ist die aus einer Motte oder Turmburg weiterentwickelte Bauform einer mittelalterlichen Burg. 
An Stelle der bei Motten und Turmburgen üblichen ringförmigen Erdwälle oder hölzernen Palisaden, die als Schutz vor Angreifern dienten, sind Ringburgen mit mindestens einer geschlossenen Ringmauer aus Stein umgeben. Im Lauf des Spätmittelalters wandelte sich der runde Bering allmählich zu einem Vieleck. Gleichwohl bezeichnet die Burgenforschung auch solche Burganlagen als Ringburg, deren Umfassungsmauern kaum oder gar keine Ähnlichkeit mit einem Kreis aufweisen.
Auf dem europäischen Festland sind Ringburgen meist als sogenannte Randhausburgen ausgeprägt, deren Gebäude mehrheitlich von innen an die Ringmauer angebaut sind. Dabei unterscheidet Walter Hotz zwischen Randhausburgen ohne Turm, zum Beispiel Burg Vischering und Burg Seinsfeld, und solchen Anlagen, die mindestens ein Turmgebäude aufweisen. Als Beispiele für Randhausburgen mit einem freistehenden Mittelturm, der sowohl Bergfried als auch Wohnturm sein konnte, gelten Burg Haag in Oberbayern und Burg Lindenfels im Odenwald. Darüber hinaus gibt es jedoch auch Ringburgen mit mehreren Türmen wie die Burg Hülchrath in Grevenbroich und die Burg Büdingen in Oberhessen.
Auf den britischen Inseln entwickelte sich ab der Mitte des 13. Jahrhunderts zudem eine besondere Form der Ringburg. Diese ist mit mehreren Mauerringen ausgestattet, deren Höhe von außen nach innen zunimmt. Im Falle eines Angriffs konnten verteidigende Bogen- oder Armbrustschützen somit auf Angreifer zielen, ohne durch die Mauer in der Sicht behindert zu werden, während die Angreifer mehrere Mauern überwinden mussten. Die walisische Burg Caerphilly Castle war die erste Anlage dieser Art, die von Beginn an als Ringburg geplant war. Weitere Beispiele sind Beaumaris Castle auf Anglesey und der vom Johanniterorden erbaute Krak des Chevaliers in Syrien.